# Кёнсан-Намдо
Кёнса́н-Намдо́, ранее было принято написание по транскрипции Холодовича Кёнсан-намдо или Кёнсаннам-до (кор. 경상남도 [kjʌŋ.saŋ.nam.do]), сокращенно Кённам (кор. 경남 — Кёнсаннам-до) — провинция на юго-востоке Южной Кореи с административным центром в городе Чханвон.

## Административное деление
Кёнсан-Намдо поделена на 8 городов («си») и 10 уездов («гун»). Далее даны их названия в русской транскрипции, а также на хангыле и ханчче.

### Города
- Кимхэ (김해시; 金海市)
- Кодже (거제시; 巨濟市)
- Мирян (밀양시; 密陽市)
- Сачхон (사천시; 泗川市)
- Тхонъён (통영시; 統營市)
- Чинджу (진주시; 晉州市)
- Чханвон (창원시; 昌原市)
- Янсан (양산시; 梁山市)

### Уезды
- Косон (고성군; 固城郡)
- Кочхан (거창군; 居昌郡)
- Намхэ (남해군; 南海郡)
- Санчхон (산청군; 山淸郡)
- Хадон (하동군; 河東郡)
- Хаман (함안군; 咸安郡)
- Хамян (함양군; 咸陽郡)
- Хапчхон (합천군; 陜川郡)
- Чханнён (창녕군; 昌寧郡)
- Ыйрён (의령군; 宜寧郡)